# Liste des lacs en Tunisie
La liste des lacs en Tunisie répertorie la liste non exhaustive des lacs présents sur le territoire tunisien.

## Lacs notoires et catégories de lacs présents dans le pays
La liste ci-dessous distingue grossièrement quelques types de lacs : les lacs d'eau douce, les lagunes, les chotts et les sebkhas.
Il existe également des lacs collinaires qui constituent une technique de collecte des ressources en eau de surface utilisée pour plusieurs usages,.

## Liste
Les lagunes de Bahiret el Bibane et de Ghar El Melh ne sont pas listées parmi les lacs.